# Уайт (лунный кратер)
Кратер Уайт (лат. White) — большой ударный кратер в южном полушарии обратной стороны Луны. Название присвоено в честь американского астронавта Эдварда Хиггинса Уайта (1930—1967) и утверждено Международным астрономическим союзом в 1970 году. Образование кратера относится к позднеимбрийскому периоду.

## Описание кратера

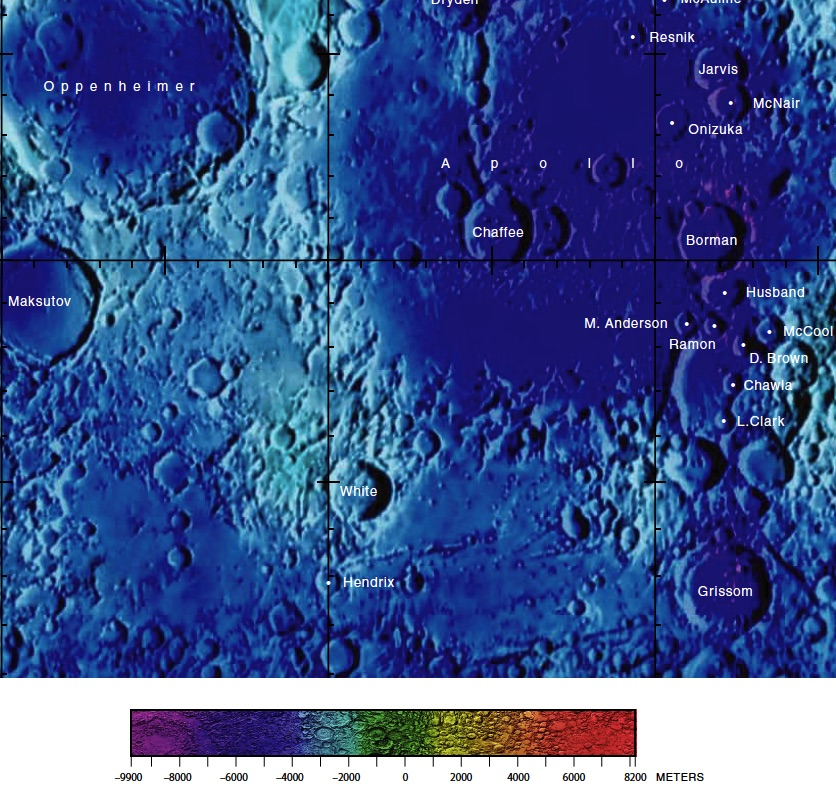
Окрестности кратера Уайт. Фрагмент карты обратной стороны Луны.

Ближайшими соседями кратера Уайт являются кратер Максутов на западе-северо-западе; кратер Аполлон на севере-северо-востоке и кратер Хендрикс на юге. Селенографические координаты центра кратера 44°48′ ю. ш. 159°02′ з. д. / 44,8° ю. ш. 159,04° з. д., диаметр 42,3 км, глубина 2,8 км
Кратер Уайт имеет близкую к циркулярной форму с небольшими выступами в восточной и северо-восточной части и умеренно разрушен. Вал несколько сглажен, но сохранил достаточно чёткие очертания, к западной части вала примыкает приметный чашеобразный кратер. Внутренний склон вала террасовидной структуры, северная и юго-восточная части внутреннего склона отмечены маленькими кратерами. Высота вала над окружающей местностью достигает 1020 м, объём кратера составляет приблизительно 1100 км³. Дно чаши пересеченное, центральный пик несколько смещен к югу от центра чаши. Состав центрального пика — габбро-норито-троктолитовый анортозит с содержанием плагиоклаза 80—85 % (GNTA2); анортозитовый габбро (AG); анортозитовый норит (AN); габбро-норит (GN).

## Сателлитные кратеры

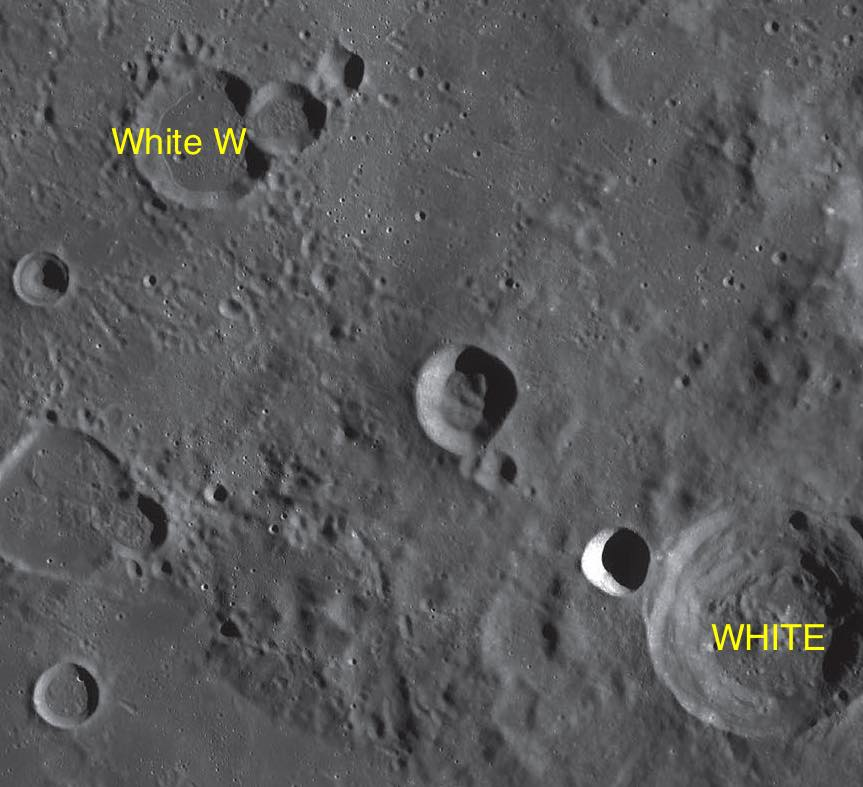
Фрагмент карты LAC-120.

| Уайт | Координаты                                             | Диаметр, км |
| ---- | ------------------------------------------------------ | ----------- |
| W    | 42°24′ ю. ш. 163°37′ з. д. / 42,4° ю. ш. 163,62° з. д. | 24,5        |